# Zedwitzův javor
Zedwitzův javor je památný strom javor klen (Acer pseudoplatanus), který roste ve svahu na zahradě pod budovou městského muzea v Aši v okrese Cheb v Karlovarském kraji, která byla původně zámkem šlechtického rodu Zedwitzů.
Strom roste na tzv. Mikulášském vrchu, jenž je považován za místo prvního osídlení města a bývalo kdysi i správním centrem Aše.
Pojmenování památného stromu připomíná rod Zedwitzů (též Zedtwitzů), jehož příslušníci začali v 15. století budovat svá panství na Ašsku.
Strom má přímý kmen, vysoká pravidelná koruna na vrcholu prosychá.
Strom dosahuje výšky 24 m, obvod kmene měří 405 cm (měření 2015).
Strom je chráněn od roku 2015 jako esteticky zajímavý strom, významný krajinný prvek s významným vzrůstem.

## Stromy v okolí
- Štítarský klen
- Dub u Dolíšky